# Campionati mondiali di bob 2004
I Campionati mondiali di bob 2004, cinquantaduesima edizione della manifestazione organizzata dalla Federazione Internazionale di Bob e Skeleton, si sono disputati dal 20 al 29 febbraio 2004 a Schönau am Königssee, in Germania, sulla pista omonima, sulla quale si svolsero le rassegne iridate del 1979 e del 1986. La località bavarese ha ospitato quindi le competizioni iridate per la terza volta nel bob a due e nel bob a quattro uomini e per la prima nel bob a due donne.

A partire da questa edizione le gare maschili e femminili si svolgeranno contestualmente e nella stessa località
L'edizione ha visto prevalere nel medagliere la Germania che ha conquistato due medaglie d'oro sulle tre disponibili e sei totali sulle nove in palio. I titoli sono stati infatti conquistati nel bob a quattro da André Lange, Udo Lehmann, Kevin Kuske e René Hoppe, nella gara femminile dalle connazionali Susi Erdmann, e Kristina Bader, mentre la prova del bob a due uomini ha visto il successo dell'equipaggio canadese composto da Pierre Lueders e Giulio Zardo.

Per la prima volta un'edizione dei mondiali di bob si è svolta contestualmente a quella di skeleton, prassi che verrà poi adottata nelle edizioni a venire.

## Risultati

### Bob a due uomini
La gara si è svolta il 21 e il 22 febbraio 2004 nell'arco di quattro manches ed hanno preso parte alla competizione 37 compagini in rappresentanza di 23 differenti nazioni. Campioni uscenti erano i tedeschi André Lange e Kevin Kuske, giunti terzi al traguardo, il titolo è stato pertanto vinto dai canadesi Pierre Lueders e Giulio Zardo, entrambi già argento nell'edizione 2003 disputatasi a Lake Placid, mentre la medaglia d'argento è andata all'altra coppia tedesca formata da Christoph Langen e Markus Zimmermann, già detentori rispettivamente di cinque e tre titoli mondiali nella specialità a due.
| Pos. | Atleti                             | Nazione       | Tempo   | Distacco |
| ---- | ---------------------------------- | ------------- | ------- | -------- |
|      | Pierre Lueders Giulio Zardo        | Canada I      | 3:18.30 |          |
|      | Christoph Langen Markus Zimmermann | Germania II   | 3:18.52 | +0.22    |
|      | André Lange Kevin Kuske            | Germania I    | 3:18.88 | +0.58    |
| 4    | Patrice Servelle Sébastien Gattuso | Monaco I      | 3:19.63 | +1.33    |
| 5    | Matthias Höpfner Franz Sagmeister  | Germania III  | 3:19.87 | +1.57    |
| 6    | Ivo Rüegg Beat Hefti               | Svizzera I    | 3:20.00 | +1.70    |
| 7    | Todd Hays Pavle Jovanovic          | Stati Uniti I | 3:20.06 | +1.76    |
| 8    | Martin Annen Cédric Grand          | Svizzera II   | 3:20.18 | +1.88    |
| 9    | Aleksandr Zubkov Filipp Egorov     | Russia I      | 3:20.48 | +2.18    |
| 10   | Gatis Gūts Intars Dīcmanis         | Lettonia I    | 3:20.54 | +2.24    |

### Bob a due donne
La gara si è svolta il 20 e il 21 febbraio 2004 nell'arco di quattro manches ed hanno preso parte alla competizione 18 compagini in rappresentanza di 11 differenti nazioni. Campione uscente era l'equipaggio tedesco composto da Susi Erdmann e Annegret Dietrich, con la Erdmann che riconfermò il titolo ma stavolta in coppia con Kristina Bader al posto della Dietrich, non presente alla competizione. Un solo centesimo di secondo separò le vincitrici dal secondo posto, andato alle connazionali Sandra Prokoff e Anja Schneiderheinze-Stöckel, con la Prokoff a bissare l'argento ottenuto nella precedente edizione di Winterberg 2003 mentre al terzo posto si sono piazzate le statunitensi Jean Racine, già vice-campionessa mondiale sia a Winterberg 2000 che a Calgary 2001, con Vonetta Flowers.
| Pos. | Atleti                                      | Nazione        | Tempo   | Distacco |
| ---- | ------------------------------------------- | -------------- | ------- | -------- |
|      | Susi Erdmann Kristina Bader                 | Germania II    | 3:24.81 |          |
|      | Sandra Prokoff Anja Schneiderheinze-Stöckel | Germania I     | 3:24.82 | +0.01    |
|      | Jean Racine Vonetta Flowers                 | Stati Uniti I  | 3:25.31 | +0.50    |
| 4    | Cathleen Martini Yvonne Cernota             | Germania III   | 3:25.43 | +0.62    |
| 5    | Eline Jurg Nannet Karenbeld                 | Paesi Bassi I  | 3:26.62 | +1.81    |
| 6    | Ilse Broeders Jeannette Pennings            | Paesi Bassi II | 3:26.70 | +1.89    |
| 7    | Gerda Weissensteiner Jennifer Isacco        | Italia I       | 3:27.24 | +2.43    |
| 8    | Helen Upperton Kaillie Simundson            | Canada I       | 3:27.74 | +2.93    |
| 9    | Shauna Rohbock Amanda Moreley               | Stati Uniti II | 3:27.75 | +2.94    |
| 10   | Françoise Burdet Karin Hagmann              | Svizzera I     | 3:28.03 | +3.22    |

### Bob a quattro
La gara si è svolta il 28 e il 29 febbraio 2004 nell'arco di quattro manches ed hanno preso parte alla competizione 27 compagini in rappresentanza di 19 differenti nazioni. Campione mondiale in carica era il quartetto tedesco composto da André Lange, René Hoppe, Kevin Kuske e Carsten Embach, che si è riconfermato anche in questa occasione ma con Udo Lehmann al posto di Embach. Al secondo posto si sono piazzati i connazionali Christoph Langen, già detentore di tre titoli di specialità, insieme ai compagni Christoph Heyder, Enrico Kühn e Jens Nohka, mentre sul terzo gradino del podio è salita la formazione statunitense composta da Todd Hays, Pavle Jovanovic, Bill Schuffenhauer e Steve Mesler con Hays e Jovanovic alla loro seconda medaglia iridata nel bob a quattro dopo l'argento di Lake Placid 2003.
| Pos. | Atleti                                                             | Nazione       | Tempo   | Distacco |
| ---- | ------------------------------------------------------------------ | ------------- | ------- | -------- |
|      | André Lange Udo Lehmann Kevin Kuske René Hoppe                     | Germania I    | 3:15.08 |          |
|      | Christoph Langen Christoph Heyder Enrico Kühn Jens Nohka           | Germania II   | 3:15.43 | +0.35    |
|      | Todd Hays Pavle Jovanovic Bill Schuffenhauer Steve Mesler          | Stati Uniti I | 3:16.13 | +1.05    |
| 4    | Matthias Höpfner Marc Kühne Andreas Barucha Stefan Barucha         | Germania III  | 3:16.37 | +1.29    |
| 5    | Ivo Rüegg Daniel Mächler Beat Hefti Christian Aebli                | Svizzera II   | 3:16.70 | +1.62    |
| 6    | Pierre Lueders Marty Robertson Ken Kotyk Giulio Zardo              | Canada I      | 3:16.97 | +1.89    |
| 7    | Aleksandr Zubkov Aleksej Selivërstov Sergej Golubev Filipp Egorov  | Russia I      | 3:17.01 | +1.93    |
| 8    | Fabrizio Tosini Samuele Romanini Luca Ottolino Gianluca Del Mastro | Italia I      | 3:17.19 | +2.11    |
| 9    | Jānis Miņins Juris Latis Ainārs Podnieks Jānis Ozols               | Lettonia II   | 3:17.25 | +2.17    |
| 10   | Bruno Mingeon Emmanuel Hostache Christophe Fouquet Alexandre Arbez | Francia I     | 3:17.47 | +2.39    |

## Medagliere
| Posizione | Nazione     | Oro | Argento | Bronzo | Totale |
| --------- | ----------- | --- | ------- | ------ | ------ |
| 1         | Germania    | 2   | 3       | 1      | 6      |
| 2         | Canada      | 1   | 0       | 0      | 1      |
| 3         | Stati Uniti | 0   | 0       | 2      | 2      |
| Totale    | Totale      | 3   | 3       | 3      | 9      |